# رامون إسكوبار
رامون إسكوبار (بالإسبانية: Ramón Alfredo Escobar)‏ هو لاعب كرة قدم باراغواياني في مركز الوسط، ولد في 3 أكتوبر 1964. شارك مع منتخب باراغواي لكرة القدم. أما مع النوادي، فقد لعب مع نادي سان لورينزو.